# Esteio
Esteio é um município brasileiro do estado do Rio Grande do Sul. Conquistou em 2010 o 2º melhor Índice de Desenvolvimento Socioeconômico do Rio Grande do Sul (IDESE). É atualmente o menor município em área do Rio Grande do Sul e da Região Sul. É também o décimo quinto menor do Brasil, com uma área de apenas 27,543 km².
Em 27 de julho de 2022 recebeu o título de Capital Nacional da Solidariedade.

## História
A área onde hoje se localiza o município de Esteio era parte da Fazenda Areião do Meio, propriedade da Baronesa do Gravataí. Em 1873, a construção de uma linha férrea entre Porto Alegre e Novo Hamburgo dividiu a fazenda ao meio. Consequentemente, ao longo dos trilhos surgiu um vilarejo, vinculado ao 7° distrito de Sapucaia do Sul, que foi habitado pelas famílias dos operários que construíram a ferrovia.
Em 1905, foi inaugurada a Estação da Estrada de Ferro, que intensificou o crescimento do vilarejo, com o surgimento de residências, comércio e ruas. A estação foi demolida anos depois para viabilizar as operações da Trensurb.
No dia 13 de janeiro de 1948, Esteio foi desmembrada do 7° distrito de São Leopoldo, passando à categoria de Vila por meio da Lei Municipal N°10. Porém, em 1950, Esteio passou a integrar o 11° Distrito de São Leopoldo por meio da Lei Municipal N° 174 devido à expansão de seu perímetro urbano. No dia 8 de dezembro de 1953, Esteio foi emancipada após a realização de um plebiscito.

## Geografia
Esteio pertence à mesorregião Metropolitana de Porto Alegre e à microrregião Porto Alegre.
Tem altitude de 29 metros acima do nível do mar, latitude de 29 graus, 50 minutos, 10 segundos e longitude de 51 graus, 09 minutos, 15 segundos.
É um município pequeno, possuindo apenas 32,5 quilômetros quadrados, sendo a menor cidade do estado em território e está localizada a 20 quilômetros da capital do Rio Grande do Sul, Porto Alegre, fazendo parte das cidades que compõem o eixo da grande Porto Alegre.
Pode-se ter acesso pela rodovia BR-116 e por via metroviária pelo Trensurb. Também conta com o rio dos Sinos, que banha a cidade a noroeste. Os limites de Esteio são os municípios de Canoas, Sapucaia do Sul, Gravataí, Cachoeirinha e Nova Santa Rita.

## Turismo e Lazer
De grande destaque no município é o Parque de Exposições Assis Brasil, onde ocorrem os maiores eventos da cidade, como a Expointer, a ExpoLeite e outros eventos de igual monta, Além do Ginásio Municipal Edgar Piccioni, onde ocorre todos os eventos esportivos da cidade, como a Copa dos Campeões, que no ano de 2012, reuniu mais de 3.500 pessoas na final da competição, entre os maiores eventos culturais está o Rock na Praça que já ocorre há 18 anos na cidade levando um público médio de 3.000 pessoas por edição.
Há também algumas casas de cultura, como a Lufredina de Araújo Gaya e a Casa da Cultura Hip Hop, gerida pela Associação da Cultura Hip Hop de Esteio.

## Expointer
A Expointer é uma feira agropecuária de destaque nacional e internacional, realizada no Parque de Exposições Assis Brasil. É considerada a maior feira de exposição de animais da América Latina. A primeira edição ocorreu em 24 de fevereiro de 1901, em Porto Alegre. Em 2004 a feira recebeu um público recorde de 720 mil pessoas. Além de ser uma feira agropecuária, a Expointer reúne parques, brinquedos, praças de alimentações e várias lojas. A feira de exposições, chegou a Esteio em 1970. Porém, somente alguns anos mais tarde fora batida com o atual nome "Expointer".

## Prefeitos
- Luiz Alécio Frainer, Partido: PTB, Governou no período de: 28.02.1955 a 31.12.1959
- Galvani Dornelles Guedes, Partido: PTB, Governou no período de: 31 de Dezembro de 1959 a 31 de Dezembro de 1963
- Adão Ely Johann, Partido: PTB, Governou no período de: 31 de Dezembro de 1963 a 31 de Janeiro de 1969
- Clodovino Soares, Governou durante três mandatos o município de Esteio, sendo pelo partido MDB os seguintes períodos: 1º Mandato: 30 de setembro de 1969 a 30 de Novembro de 1973, 2º Mandato: 31 de Janeiro de 1977 a 12 de Maio de 1982. E pelo partido PDT no seguinte período: 3º Mandato: 1 de Janeiro de 1989 a 31 de Dezembro de 1992
- Juan Pio Germano, Partido: MDB, Governou no período de: 31 de Janeiro de 1973 a 31 de Janeiro de 1977
- Lizandro de Araújo Filho, Partido: PDT, Governou no período de: 12 de Maio de 1982 a 31 de Janeiro de 1983
- Enéas Teredo Buscari, Partido: PDT, Governou no período de: 31 de Janeiro de 1983 a 1 de Janeiro de 1989
- Getúlio Lemes Fontoura, Partido: PDT, Governou no período de: 1 de Janeiro de 1993 a 31 de Dezembro de 1996
- Vanderlan Carvalho Vasconselos, Governou durante dois mandatos o município de Esteio, sendo pela coligação partidária PSB/PT/PCdoB o seguinte período: 1º Mandato: 1 de Janeiro de 1997 a 31 de Dezembro de 2000 e pelo partido PSB no seguinte período: 2º Mandato: 1 de Janeiro de 2001 a 31 de Março de 2002
- Sandra Beatriz Silveira, Partido: PSB(até março de 2007)/PTB, Governou no Período de: 1 de Abril de 2002 a 31 de Dezembro de 2004 e de 1 de Janeiro de 2005 a 31 de Dezembro de 2008
- Gilmar Antonio Rinaldi, Partido: PT, Coligação União Por Esteio com PT, PMDB, PTB, PDT, PRB, PR e PSC. Governou no período de: 1 de Janeiro de 2009 a 31 de Dezembro de 2012
- Gilmar Antonio Rinaldi, Partido: PT, Coligação Para Esteio Seguir em Frente com PT, PMDB, PTB, PCdoB, PV, PSC, PHS, PR, PSD, PSDC, PRTB Governou no Período de: 1 de Janeiro de 2013 a 31 de Dezembro de 2016